# Kazimierz Pawełek
Kazimierz Pawełek (Bochnia, 21 de febrero de 1936 – 3 de diciembre de 2017) fue un periodista y político polaco.
Pawełek fue estudiante asuntos exteriores en la Escuela de Economía de Varsovia cuando comenzó a escribir para revistas como Szpilki, Echo Krakowa y Sport. Después de graduación, se unió a la dirección de Dziennik Polski y se trasladó a Lublin en 1960. En la década de los 70, Pawełek se convirtió en editor de Głos Budowlanych. Posteriormente, ejerció de director literario para los Desant y Korkociąg y escribió adaptaciones de Czart y Pod Egidą. Desde 1983 a 2001, Pawełek trabajó para Kurier Lubelski. Pawełek fue premiado con la Cruz de Mérito y fue nombrado caballero de la Orden Polonia Restituta. De 2001 a 2005, Pawełek fue diputado del Senado, representando a la Alianza de Izquierda Democrática.